# Flexible manufacturing system
Flexible manufacturing system, FMS, system för automatisk materialhantering mellan helautomatiska bearbetningsmaskiner (CNC-styrda svarvar och fräsar) i verkstadsindustri. Uttrycket (FMS-grupp) används ofta om en sådan tillverkningsenhet.